# Léon Glovacki
Léon Glovacki (* 19. Februar 1928 in Libercourt, Département Pas-de-Calais; † 9. September 2009 in Genf), seltener auch in der Schreibweise Léon Glowacki, war ein französischer Fußballspieler.

## Die Vereinskarriere
Der blonde Sohn eines eingewanderten polnischen Bergmannes machte bald nach dem Ende des Zweiten Weltkrieges bei seinem Klub in Douai auf sich aufmerksam und wurde zunächst von AS Troyes verpflichtet, bevor er 1952 zu Stade de Reims, dem europäischen Spitzenverein der 1950er Jahre, wechselte. Glovacki verstand sich von Anfang an insbesondere mit Reims’ Spielmacher Raymond Kopa nahezu blind; der Halbrechte war schnell, torgefährlich, kopfballstark und mit einem guten Auge für die Spielsituation ausgestattet. In den nur fünf Jahren bei Reims bestritt er rund 160 Erstligaspiele, wurde zweimal französischer Meister und einmal Vizemeister und stand in der Mannschaft, die das allererste Endspiel um den Europapokal der Landesmeister im Sommer 1956 nur knapp (3:4) gegen Real Madrid verlor.
Danach wechselte er – weil er neue Herausforderungen in einer neuen Umgebung suchte – gemeinsam mit Michel Hidalgo zu AS Monaco und von dort aus zu AS Saint-Étienne, die 1960 das französische Pokalfinale erreichte, darin aber ausgerechnet gegen die Monegassen unterlag. Anschließend kehrte Léon Glovacki nach Reims zurück, bestritt noch 33 Erstligapartien für die Rot-Weißen aus der Champagne und wurde zum Abschluss ein drittes Mal Landesmeister.

### Stationen
- Douai
- AS Troyes-Savinienne (bis 1952)
- Stade de Reims (1952–1957)
- AS Monaco (1957–1959)
- AS Saint-Étienne (1959/60)
- Stade de Reims (1960–1962)

## Der Nationalspieler
Zwischen September 1953 und Dezember 1955 spielte Léon Glovacki insgesamt elfmal in der Équipe Tricolore und erzielte dabei drei Tore. Bei der für Frankreich so enttäuschend verlaufenden Fußball-Weltmeisterschaft 1954 wurde er im Spiel gegen Jugoslawien eingesetzt. Als seinen persönlichen, nicht nur sportlichen Höhepunkt hat er allerdings stets das erste Spiel der Bleus jenseits des Eisernen Vorhanges (Oktober 1955 in Moskau, 2:2 gegen die UdSSR) und das direkte Duell mit dem großen Igor Netto bezeichnet.

## Leben nach der aktiven Laufbahn
Glovacki arbeitete später zeitweise als Trainer und anschließend in der Immobilienbranche. An seinem neuen Lebensmittelpunkt Genf verkaufte er Häuser und luxuriöse Anwesen. In Genf starb er 2009, 81-jährig, auch.

## Palmarès
- Französischer Meister: 1953, 1955, 1962
- Französischer Pokalsieger: Fehlanzeige, aber Finalist 1960 (mit Saint-Étienne)
- Gewinner der Coupe Charles Drago: 1954
- Gewinner des französischen Supercups: 1955
- Europapokale: Endspielteilnehmer im Europapokal der Landesmeister (1956) und Gewinner der Coupe Latine (1953)
- 11 Länderspiele (drei Tore) für die Équipe Tricolore
- 267 Einsätze und 84 Tore in der D1 (192/65 für Reims, 55/15 für Monaco, 20/4 für Saint-Étienne)